# Diecezja Lira
Diecezja Lira – diecezja rzymskokatolicka w Ugandzie. Powstała w 1968.

## Biskupi diecezjalni
- Bp Cesare Asili (1968 – 1988)
- Bp Joseph Oyanga (1989 – 2003)
- Bp Giuseppe Franzelli, M.C.C.I. (2005 - 2018)
- Bp Sanctus Wanok (od 2018)